# Zopyrus al Barcăi

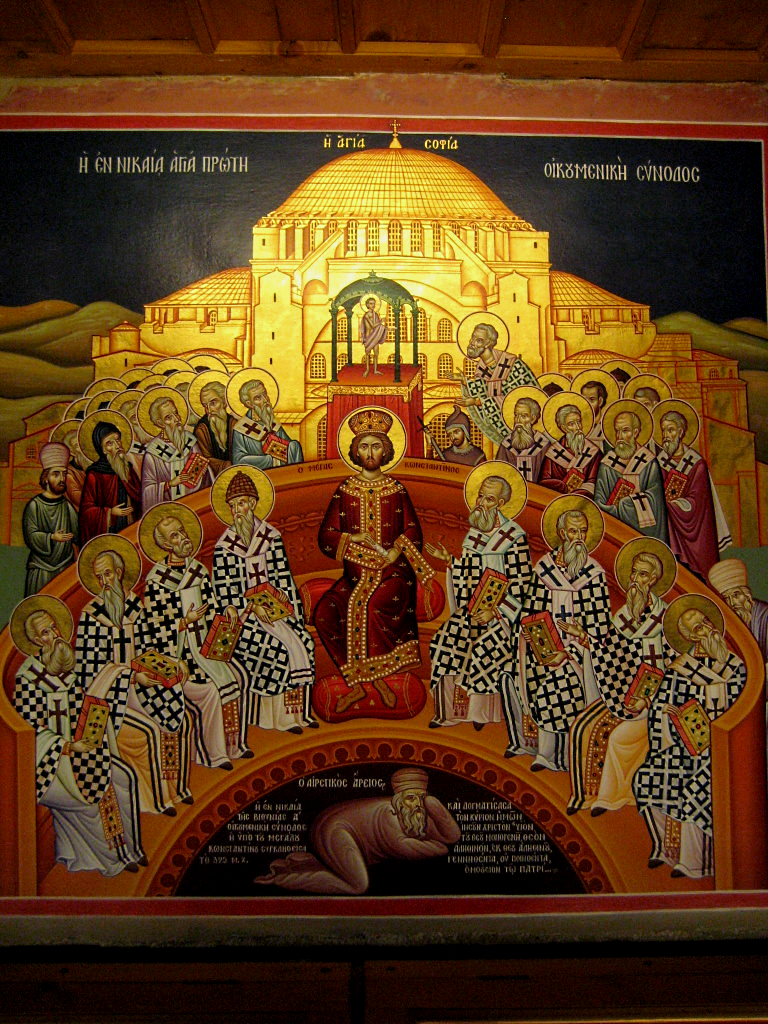
Sinodul de la Niceea, cu Arie înfățișat ca învins de sinod, șezând sub picioarele împăratului Constantin.

Zopyrus (în greacă veche Ζώπυρος) a fost un episcop al vechiului oraș roman Barca din Cirenaica (azi Marj, Libia, Africa de Nord).
Zopyros este cunoscut în istorie în calitate de participant la Sinodul Ecumenic de la Niceea din anul 325. A fost unul dintre episcopii arieni prezenți la acel Sinod. Chiar dacă preotul Arie (fondatorul arianismului) și episcopul său Secundus din Ptolemaida erau din orașul vecin (și portul Barcăi) din Ptolemaida din Cirenaica, Zopyrus a semnat în cele din urmă Crezul de la Niceea împreună cu ceilalți susținători ai arianismului: Teognis al Niceei, Eusebiu al Nicomidiei și Maris al Calcedonului. El nu a semnat (probabil) condamnarea lui Arie. Nu este clar dacă a fost exilat împreună cu ceilalți trei episcopi arieni.